# Funció zeta local
En matemàtiques, en la teoria de nombres, la funció zeta local {\displaystyle Z(V,s)} (de vegades anomenada funció zeta congruent) es defineix com
{\displaystyle Z(V,s)=\exp \left(\sum _{m=1}^{\infty }{\frac {N_{m}}{m}}(q^{-s})^{m}\right)}
on {\displaystyle N_{m}} és el nombre de punts de {\displaystyle V} definit sobre extensió de cossos de grau {\displaystyle m} de {\displaystyle \mathbf {F} _{q^{m}}} de {\displaystyle \mathbf {F} _{q}}, i {\displaystyle V} és una varietat algebraica projectiva {\displaystyle n}- dimensional no-singular sobre el camp {\displaystyle \mathbf {F} _{q}} amb {\displaystyle q} elements. Per la transformació de variables {\displaystyle u=q^{-s}}, es defineix
{\displaystyle {\mathit {Z}}(V,u)=\exp \left(\sum _{m=1}^{\infty }N_{m}{\frac {u^{m}}{m}}\right)}
com la sèrie formal de potències de la variable {\displaystyle u}.
De manera equivalent, la funció zeta local de vegades es defineix de la següent manera: 
{\displaystyle (1)\ \ {\mathit {Z}}(V,0)=1\,}
{\displaystyle (2)\ \ {\frac {d}{du}}\log {\mathit {Z}}(V,u)=\sum _{m=1}^{\infty }N_{m}u^{m-1}\ .}
En altres paraules, la funció zeta local {\displaystyle Z(V,u)} amb coeficients en el camp finit {\displaystyle \mathbf {F} _{q}}es defineix com una funció derivada logarítmica que genera els nombres {\displaystyle N_{m}} per a la quantitat de solucions d'un conjunt d'equacions definides en un camp finit {\displaystyle \mathbf {F} _{q}}, en l'extensió de cossos de grau {\displaystyle m} de {\displaystyle \mathbf {F} _{q^{m}}} de {\displaystyle \mathbf {F} _{q}}.

## Formulació
Donat un camp finit {\displaystyle F},hi ha, fins a l'isomorfisme, només un camp {\displaystyle F_{k}} amb
{\displaystyle [F_{k}:F]=k\,},
per a {\displaystyle k=1,2,\dotsb }. Donat un conjunt d'equacions polinòmiques (o una varietat algebraica {\displaystyle V}) definida sobre {\displaystyle F}, podem comptar el nombre {\displaystyle N_{k}\,} de solucions a {\displaystyle F_{k}} i crear la funció generatriu
{\displaystyle G(t)=N_{1}t+N_{2}{\frac {t^{2}}{2}}++N_{3}{\frac {t^{3}}{3}}+\dotsb }
La definició correcta per a {\displaystyle Z(t)} és fer el {\displaystyle \log Z} igual a {\displaystyle G}, i així
{\displaystyle Z=\exp(G(t))\,}
obtenint {\displaystyle Z(0)=1} on {\displaystyle G(0)=0}, i {\displaystyle Z(t)} és a priori una sèrie formal de potències.
S'ha de tenir en compte que la derivada logarítmica
{\displaystyle Z'(t)/Z(t)\,}
és igual a la funció generatriu
{\displaystyle G'(t)=N_{1}+N_{2}t^{1}+N_{3}t^{2}+\cdots \,}.

## Exemples
Per exemple, assumir que totes les opcions {\displaystyle N_{k}} siguin {\displaystyle 1}; això passa, per exemple, si comencem per una equació com {\displaystyle X=0}, de manera que geomètricament estem fent {\displaystyle V} un punt. Llavors
{\displaystyle G(t)=-\log(1-t)}
és l'expansió d'un logaritme (per a {\displaystyle \left\vert t\right\vert <1}). En aquest cas, tenim
{\displaystyle Z(t)={\frac {1}{(1-t)}}\ .}
Per fer alguna cosa més interessant, deixem que {\displaystyle V} sigui la línia projectada sobre {\displaystyle F}. si {\displaystyle F} té {\displaystyle q}elements, llavors hi ha {\displaystyle q+1} punts, incloent com hem de fer el punt de l'infinit. Per tant, tindrem
{\displaystyle N_{k}=q^{k}+1}
i
{\displaystyle G(t)=-\log(1-t)-\log(1-qt)}
per a {\displaystyle b\left\vert t\right\vert }.
En aquest cas tenim
{\displaystyle Z(t)={\frac {1}{(1-t)(1-qt)}}\ .}
El primer estudi d'aquestes funcions va ser en la tesi d'Emil Artin de 1923. Va obtenir resultats per al cas de la corba hiperel·líptica i va conjeturar els principals punts principals de la teoria tal com s'aplica a les corbes. La teoria va ser desenvolupada per F. K. Schmidt i Helmut Hasse. Els primers casos no trivials coneguts de les funcions zeta locals estaven implícites en Disquisitiones Arithmeticae de Carl Friedrich Gauss, article 358; hi ha certs exemples particulars de corbes el·líptiques sobre camps finits que tenen una multiplicació complexa, tenen els seus punts explicats per mitjà de la ciclotomia.
Per a la definició i alguns exemples, vegeu també [Hartshorne, 1977].

## Motivacions
La relació entre les definicions de {\displaystyle G} i {\displaystyle Z} es pot explicar de diverses maneres (vegeu, per exemple, la fórmula de producte infinit per a {\displaystyle Z} a continuació.) A la pràctica, fa {\displaystyle Z} una funció racional de {\displaystyle t}, cosa que és interessant fins i tot en el cas de {\displaystyle V} una corba el·líptica sobre camp finit.
Les funcions {\displaystyle V} són dissenyades per multiplicar-se, per obtenir funcions zeta globals. Aquests involucren diferents camps finits (per exemple, tota la família dels camps {\displaystyle {\frac {Z}{pZ}}} quan {\displaystyle p} corre sobre tots els nombres primers). En aquesta connexió, la variable {\displaystyle t} experimenta la substitució per {\displaystyle a^{-s}}, on {\displaystyle s} és la variable complexa tradicionalment utilitzada a les sèries de Dirichlet (per obtenir més informació, consultar la funció zeta de Hasse-Weil).
Amb aquesta comprensió, sorgeixen els productes de la {\displaystyle Z} en els dos casos utilitzats com a exemples {\displaystyle \zeta (s)} i {\displaystyle \zeta (s)\zeta (s-1)}.

## Hipòtesi de Riemann per a corbes sobre cossos finits
Per a les corbes projectives {\displaystyle C} sobre {\displaystyle F} que són no-singulars, es pot demostrar que
{\displaystyle Z(t)={\frac {P(t)}{(1-t)(1-qt)}}\ ,}
amb {\displaystyle P(t)} un polinomi, de grau {\displaystyle 2g} on {\displaystyle g} és el genus de {\displaystyle C}. Reescrivint
{\displaystyle P(t)=\prod _{i=1}^{2g}(1-\omega _{i}t)\ ,}
la hipòtesi de Riemann per a corbes sobre cossos finits és
{\displaystyle |\omega _{i}|=q^{1/2}\ .}
Per exemple, per al cas de la corba el·líptica hi ha dues arrels, i és fàcil mostrar els valors absoluts de les {\displaystyle q^{\frac {1}{2}}}arrels. El teorema de Hasse és que tenen el mateix valor absolut; i això té conseqüències immediates pel nombre de punts.
André Weil ho va demostrar per al cas general, al voltant de 1940 (Comptes Rendus note, abril de 1940); va passar molt de temps en els anys posteriors a la redacció de la geometria algebraica. Això el va portar a les conjectures generals de Weil, Alexander Grothendieck va desenvolupar l'esquema de la teoria per solucionar-ho i, finalment, Pierre Deligne ho va demostrar una generació més tard. Vegeu cohomologia étale per a les fórmules bàsiques de la teoria general.

## Fórmules generals per a la funció zeta
És una conseqüència de la fórmula de la traça de Lefschetz per al morfisme de Frobenius que
{\displaystyle Z(X,t)=\prod _{i=0}^{2\dim X}\det {\big (}1-t{\mbox{Frob}}_{q}|H_{c}^{i}({\overline {X}},{\mathbb {Q} }_{\ell }){\big )}^{(-1)^{i+1}}.}
Aquest {\displaystyle X}és un esquema separat de tipus finit sobre el camp finit {\displaystyle F} amb {\displaystyle q} elements, i {\displaystyle Frob_{q}} és el Frobenius geomètric que actua en la cohomologia étale {\displaystyle \ell }-àdic amb suports compactes de {\displaystyle {\overline {X}}}, l'aixecament de {\displaystyle X}al tancament algebraic del camp {\displaystyle F}. Això demostra que la funció zeta és una funció racional de {\displaystyle t}.
Una fórmula de producte infinit per a {\displaystyle Z(X,t)} és
{\displaystyle Z(X,t)=\prod \ (1-t^{\deg(x)})^{-1}.}
Aquí, el producte s'estén sobre tots els punts tancats {\displaystyle x} de {\displaystyle X}, i {\displaystyle deg(x)} és el grau de {\displaystyle x}. La funció zeta local {\displaystyle Z(X,t)} es considera com una funció de la variable complexa {\displaystyle s} mitjançant el canvi de {\displaystyle q^{-s}}variables.
En el cas on {\displaystyle X} és la varietat {\displaystyle V} esmentada anteriorment, els punts tancats són les classes d'equivalència {\displaystyle x=[P]} dels punts {\displaystyle P} en {\displaystyle {\overline {V}}}, on dos punts són equivalents si són conjugats sobre {\displaystyle F}. El grau de {\displaystyle x} és el grau de l'extensió de camp de {\displaystyle F} generat per les coordenades de {\displaystyle P}. La derivada logarítmica del producte infinit {\displaystyle Z(X,t)} es veu fàcilment com la funció generatriu comentada anteriorment, és a dir
{\displaystyle N_{1}+N_{2}t^{1}+N_{3}t^{2}+\cdots \,}.